# Marie-Anne-Julie Forestier
Marie-Anne-Julie Forestier, dite Julie Forestier, née à Paris le 13 juin 1782 et morte à Choisy-le-Roi le 26 février 1853, est une artiste peintre française. Elle est surtout connue pour avoir été la fiancée de Jean-Auguste-Dominique Ingres.

## Biographie
Marie-Anne-Julie Forestier est née le 13 juin 1782 à Paris.
Julie Forestier étudia la peinture auprès de Jean-Baptiste Debret, peut-être aussi de Jacques-Louis David.
Fiancée à Jean-Auguste-Dominique Ingres en juin 1806, leur relation ne survécut pas à l'éloignement du peintre qui part pour Rome en septembre, après avoir gagné le grand prix de peinture en 1801 et devant y faire son séjour d'étude.
Julie Forestier expose aux Salons parisiens de 1804, 1810, 1812, 1814 et 1819.
En 1833 et 1835, elle envoie au Salon des peintures refusées par le jury de l'exposition.
Elle tient chez elle un atelier destiné aux élèves féminines et donne à domicile des leçons de dessin et de peinture.
Elle meurt à Choisy-le-Roi le 26 février 1853.

## Œuvres

### Salons
- Minerve, déesse de la sagesse et des beaux-arts, unissant leurs divers attributs, les enlace d'une guirlande de laurier dont elle serre les nœuds, Salon de 1804 (no 184) ;
- Armide et Renaud, Salon de 1810 (no 302) ;
- Portrait d’une jeune personne, Salon de 1810 (no 303) ;
- Portrait en pied de M. ***, Salon de 1812 (no 1309) ;
- Sacrifice à Minerve — Une jeune fille brûle sur l’autel de cette Déesse les armes et le bandeau de l’Amour, qui la supplie vainement, Salon de 1812 (no 1310) ;
- La Princesse de Nevers à l’abbaye de Graville, d'après La Princesse de Nevers, ou Mémoires du sire de la Touraille (1813) de Jacques-Antoine de Révéroni Saint-Cyr, Salon de 1814 (no 1355) ; Exposition au profit des Grecs (Paris, 1826, no 62)[5] ;
- Les filles de Milton faisant la lecture à leur père aveugle, Salon de 1819 (no 449) ;

### Autres
- Autoportrait à vingt-quatre ans, copie d'après le tableau de Jean-Auguste-Dominique Ingres, Montauban, musée Ingres-Bourdelle.
- Portrait du médecin Philippe Pinel avec sa femme et ses fils, 1807, collection particulière.
- Portrait du poète Nicolas-François Guillard[6], 1811, huile sur toile, 192 × 160 cm, musée des Beaux-Arts de Chartres[7],[a].

Œuvres de Julie Forestier
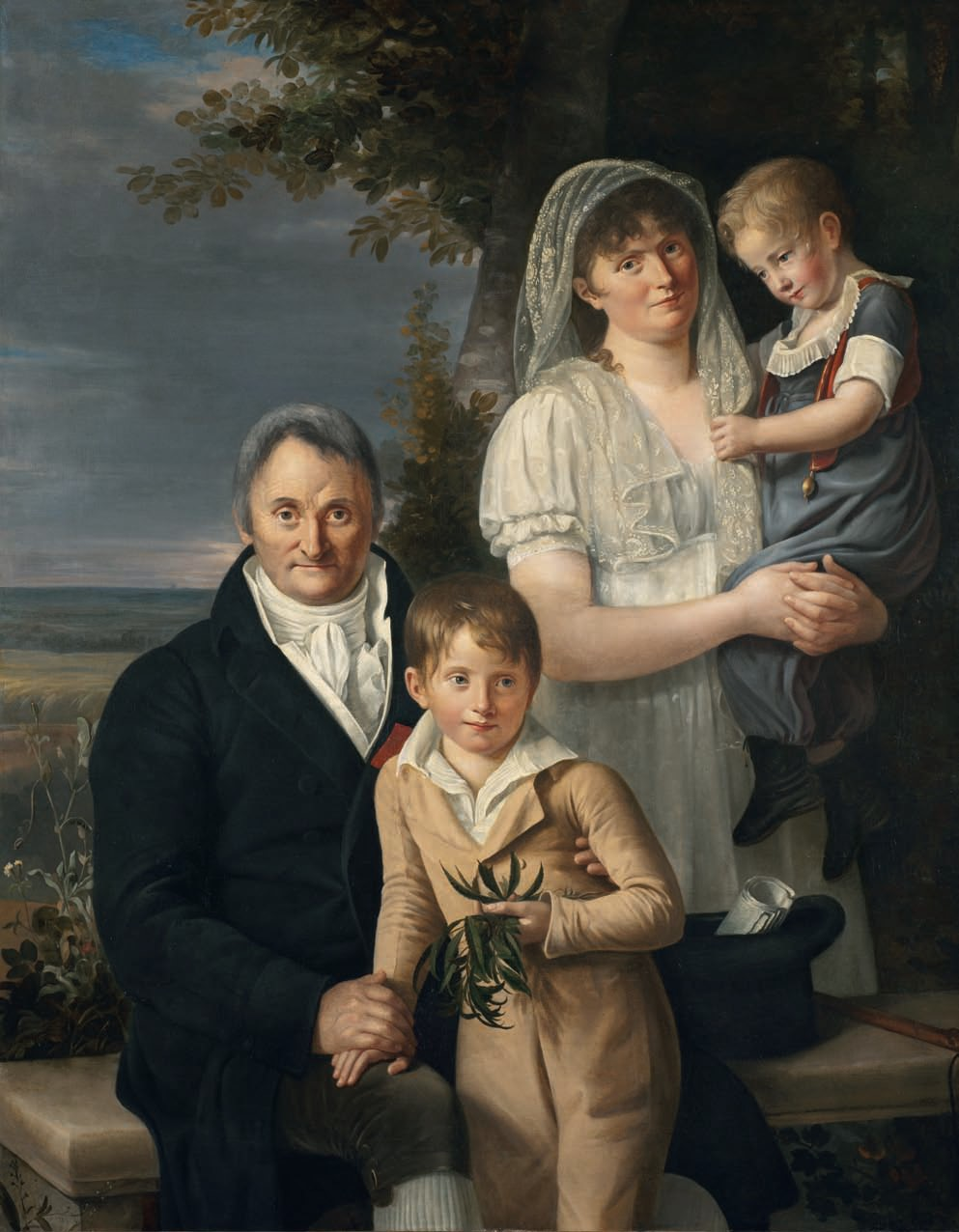
Philippe Pinel et sa famille (1807), collection particulière.
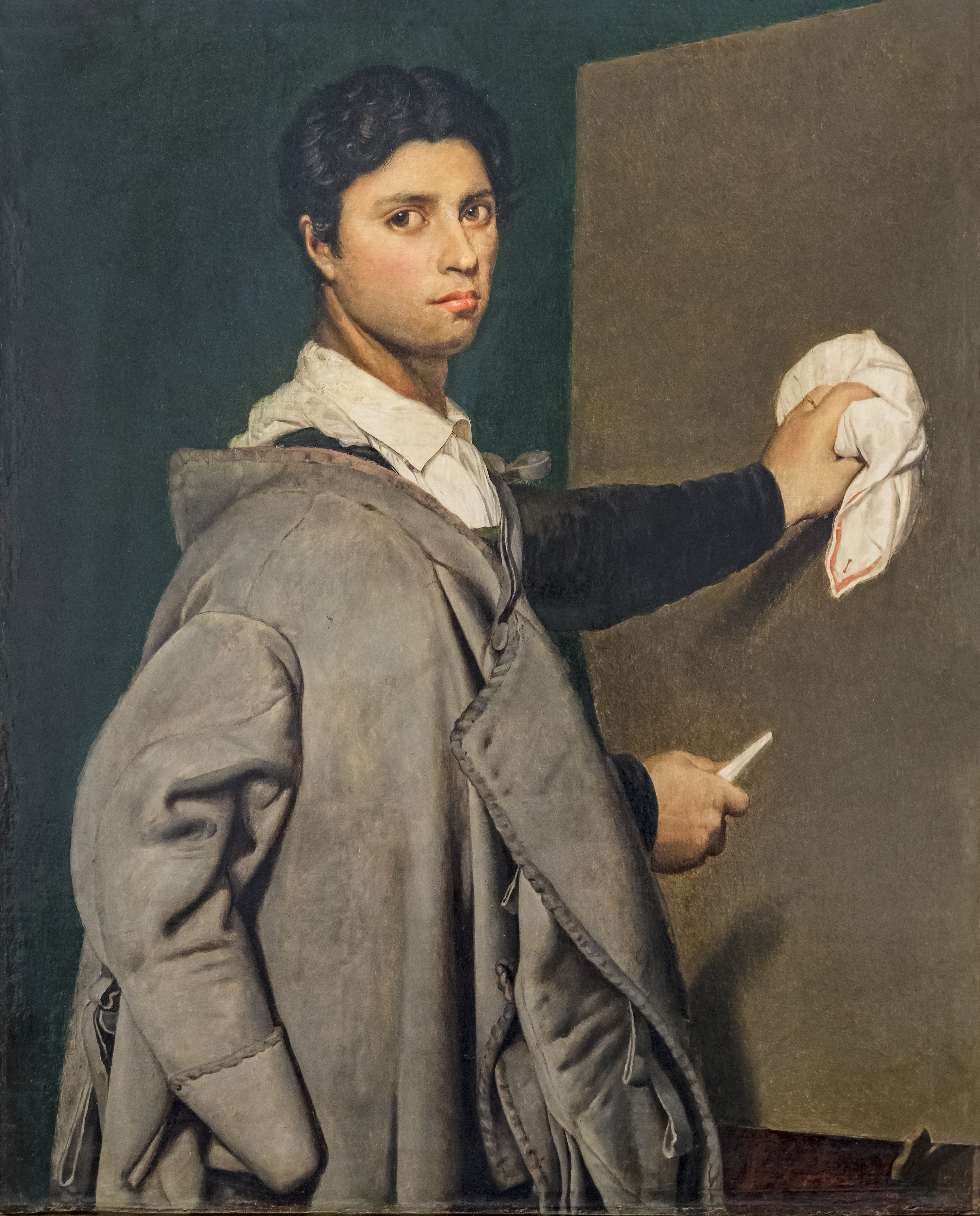
Autoportrait à vingt-quatre ans (1807) d'après Ingres, Montauban, musée Ingres-Bourdelle.
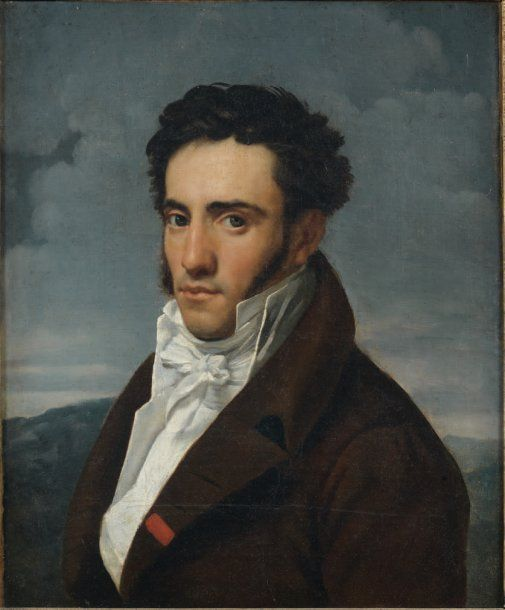
Portrait d'Édouard de Montulé (1818), attribué à Forestier, collection particulière

## Iconographie
Ingres réalise en 1806 un portrait à la mine de plomb de la famille Forestier, peu avant son départ pour la villa Médicis à Rome à l'automne. Julie Forestier apparaît debout au centre, entourée de ses parents, son père Charles-Pierre-Michel Forestier et sa mère Marie-Jeanne-Julie Sallé. Deux autres membres de la maisonnée figurent à gauche : Joseph Durand Sallé (oncle de Julie) et la bonne de la famille, Clotilde. Le dessin est offert par Ingres à sa fiancée, qui le lui restitue après leur rupture. Il est conservé à Paris au département des arts graphiques du musée du Louvre,,. Deux copies de ce dessin sont connues, l'une au musée Ingres-Bourdelle à Montauban,, l'autre datant d'environ 1828, conservée au Fogg Art Museum rattaché aux Harvard Art Museums.
Ingres a aussi dessiné, d'après cette représentation familiale, un portrait en médaillon de Julie Forestier, acquis en 2004 par la fondation Custodia.